# Esther Louise Georgette Deer
Esther Louise Georgette Deer (2 de noviembre de 1891 – febrero de 1992)  fue una bailarina, cantante y activista nativa americana. de la tribu Mohawk. Actuó bajo el nombre de Princess White Deer como parte de The Famous Deer Brothers, un espectáculo familiar que recorrió Estados Unidos, Europa y Sudáfrica. Regresó a Estados Unidos cuando el país se preparaba para entrar en la Primera Guerra Mundial y participó en mítines sobre bonos de guerra, donde Florenz Ziegfeld Jr. se fijó en ella. Se unió a sus Ziegfeld Follies y se convirtió en una de sus principales artistas. También presionó para que se reconocieran los derechos de los nativos americanos en Estados Unidos.
Deer murió a los 100 años.

## Primeros años
Deer nació en 1891 en la ciudad de Nueva York, hija de James David Deer y Georgette Osborn Deer. De la familia paterna de Deer, originaria del territorio mohawk de Kahnawake, en Quebec, Canadá, se suele decir que era "auténtica descendiente de nativos americanos". Era nieta del jefe John Running Deer, último guardián del Akwesasne Wolf Belt.

## Carrera
Deer empezó a actuar de niña junto a los miembros de su familia. A los once años, se unió a The Famous Deer Brothers, campeones mundiales de acrobacias indias. Deer actuó en espectáculos del salvaje Oeste durante toda su adolescencia, a menudo protagonizando "espectáculos [que] presentaban una versión romántica del Oeste americano desde el punto de vista de los colonizadores blancos y que fueron muy populares a finales de la década de 1800 y principios del 1900." Hacia 1905, rebautizaron su número como The Deer Family Wild West Show y empezaron a actuar por toda Europa.
A finales de los 20, Deer ya tenía una carrera en solitario. Pasó algunos años en Europa, principalmente en Rusia, donde se casó por poco tiempo. Tras el comienzo de la Primera Guerra Mundial, Deer regresó a Estados Unidos y comenzó a actuar para recaudar fondos para la guerra. En la década de 1920, Deer comenzó a actuar en el vodevil y se hizo muy conocida durante su época, especialmente como mujer nativa americana.
En 1925, Deer estrenó una obra escrita por ella, que también protagonizó, titulada From Wigwam to White Lights. Había tenido bastante éxito durante su etapa en los escenarios, actuando junto a conocidos artistas como Will Rogers, Eddie Cantor, George M. Cohan, Harry Houdini, W.C. Fields y George Gershwin en espectáculos de Ziegfeld y en cuatro musicales de Broadway.

### Créditos teatrales
La siguiente lista está incompleta.

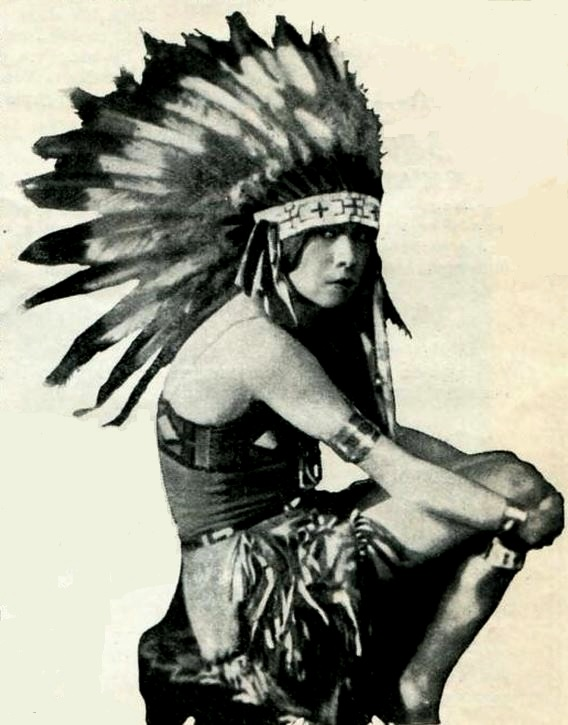
Princess White Deer, intérprete en el Ziegfeld 9 O'clock Frolic

- Lucky (22 de marzo de 1927 - 21 de mayo de 1927) ... como Strawberry[15]
- The Yankee Princess (2 de octubre de 1922 - 9 de diciembre de 1922) ... como Indian Dancer
- 9 O'clock Frolic (8 de febrero de 1921 - marzo de 1921) ... como Princess White Deer
- Ziegfeld Midnight Frolic (1 de febrero de 1921 - desconocido) ... como Princess White Deer
- Tip Top (5 de octubre de 1920 - 7 de mayo de 1921) ... como Wetonah
- Dance to the Great Spirit
- Hitchy Koo 1919

## Activismo
Al margen de su carrera en el mundo del espectáculo, Deer también fue conocida por su activismo y su labor humanitaria. Alentó a las mujeres nativas americanas a votar, y en 1921 la llamaron "la Susan B. Anthony de los indios americanos". En 1927 dio nombre y dedicó el Lake Mohawk de Nueva Jersey, y fue nombrada Queen of the Lake en las celebraciones de su décimo aniversario en 1937. La plaza White Deer de la comunidad del lago Mohawk lleva su nombre. Durante su vida apoyó a varias organizaciones benéficas, entre las que destaca la American Indian Defense Association. En 1937 colaboró con el presidente Roosevelt, invitándole a él y a una delegación canadiense a una reunión del Grand Council of Chiefs of the Six Nations of the Iroquois. A finales de la década de 1930, Deer se había retirado de las artes escénicas y había centrado toda su atención en su labor activista.

## Legado
Deer murió en 1992, pocas semanas después de cumplir 100 años. En 1980, el Kanien'Kehaka Cultural Centre de Caughnawaga organizó una exposición de trajes de teatro, álbumes de recortes y otros recuerdos de Deer, organizada por su sobrina nieta. En 2017, hubo una exposición similar en el museo histórico de Sparta, Nueva York.

## Lectura adicional
- Galperin, Patricia O. (17 de septiembre de 2013). In Search of Princess White Deer: The Biography of Esther Deer (First edición). Sparta, NJ: Flint and Feather Press. ISBN 9780989787703.